# スルフォラファン
スルフォラファン (英: sulforaphane) とは、有機硫黄化合物のうちイソチオシアネート系の化合物。植物中では前駆体のグルコシノレートの形で存在する。様々な生理活性により健康機能に注目が集まるが、ヒトでの有効性について信頼できる十分な情報は見当たらない。
ブロッコリーやキャベツ、芽キャベツ、ケールなどのアブラナ科の野菜から摂取できる。特にブロッコリーの新芽（ブロッコリースプラウト）に多く存在する。
| スルフォラファンのグルコシノレート前駆体であるグルコラファニン |

## 性質
イソチオシアネート系の化合物で、植物中では前駆体のグルコシノレートであるグルコラファニンの形で存在する。咀嚼や調理時の加熱などで細胞が壊れ、酵素ミロシナーゼと反応してスルフォラファンが生成する。苦味と渋味が混ざったような味がし、分解時に硫黄を含む揮発性物質も生成するため青臭さにも影響する。
スルフォラファンを含む食品を調理すると、スルフォラファンの生物学的利用能が低下するとの報告がある。

## 研究
非臨床試験（試験管内での実験や動物実験）では、アルコールなどの肝臓での解毒代謝の亢進、抗炎症作用やピロリ菌に対する抗菌作用などの効果が明らかになっている。しかし、どの効果に関してもヒトを対象にした研究は少なく、ヒトの疾患に対する有効性を示す質の高い根拠は得られていない。
1997年の非臨床試験で、発芽3日目のブロッコリーの新芽に含まれるスルフォラファンが、ラットのがんの発生と増殖を減少させたことが報告された。ヒトにおける有効性の根拠はないものの、その発表を受けてブロッコリースプラウトがアメリカでブームになった。

## 食薬区分
食薬区分においては、「専ら医薬品として使用される成分本質 (原材料) 」にも「医薬品的効能効果を標ぼうしない限り医薬品と判断しない成分本質 (原材料)」（非医薬品）にも該当せず、効果効能を表示すると薬機法（旧薬事法）の違反になる。また「癌が治る」「血糖値が下がる」「血液を浄化する」といった誇大な医薬品的効果効能表示（店頭や説明会における口頭での説明も含む）を行うと、景品表示法や健康増進法の規制の対象となる。
スルフォラファンを機能性関与成分としたサプリメントが、機能性表示食品として届けられている。機能性表示食品とは、国が審査は行わず、事業者が自らの責任において機能性の表示を行うもので、「健康な中高年世代の方の健常域でやや高めの血中肝機能酵素（ALT）値を低下させる機能があります」と表示している。機能性の根拠には、届出企業の資金提供を受けて行った臨床試験1報を採用した。この研究では、30 - 64歳の健康な被験者103名にランダム化比較試験を実施した。グルコラファニン24 mg/日またはプラセボをそれぞれ24週間摂取した結果、肝機能のバイオマーカー（ALT、アスパラギン酸アミノトランスフェラーゼ、γ-グルタミルトランスフェラーゼ）について有意差は認められなかった。しかし、年齢による層別解析では、ALTは、グルコラファニンを24週間摂取した中高年者（45-64歳）で有意に低下した。

## 安全性
通常の食品から摂取できる量はおそらく安全であるが、濃縮物をサプリメントとして摂取した場合の安全性については情報が不足している。